# Rentre chez toi (album)
 (novembre 2023).
Si vous disposez d'ouvrages ou d'articles de référence ou si vous connaissez des sites web de qualité traitant du thème abordé ici, merci de compléter l'article en donnant les références utiles à sa vérifiabilité et en les liant à la section « Notes et références ».
Singles
Rentre chez toi est le premier album studio de Francis Lalanne enregistré en juin/juillet 1979. 

## Enregistrement
Gang Recording Studio : prise de son Jean-Pierre Janiaud (V'là huit heures, Papa à giflé maman, J'suis qu'un vieux camionneur, Marteau Piqueur, J'ai Vingt ans).
Barclay : prise de son Mick Lanaro (Rentre chez toi, La maison du bonheur).
Prise de son J-P Michau (J'ai de la boue au fond du cœur).
Paru chez Les 3 oranges bleues en 1979, référence originale : Les 3 oranges bleues 9123 770.

## Historique
Francis Lalanne avait présenté son album à plusieurs maisons de disques, sans succès. Il est alors allé le déposer discrètement sur le bureau de Jean-Louis Foulquier, alors animateur sur France Inter, qui a été séduit et l'a programmé dans son émission Y'a d'la chanson dans l'air, et un an plus tard l'album remporte le Grand prix des disquaires et devient disque d'or.

## Titres
| N° | Titre                            | Paroles         | Musique         | Arrangements    | Prise de son                                |
| -- | -------------------------------- | --------------- | --------------- | --------------- | ------------------------------------------- |
| 1. | Rentre chez toi                  | Francis Lalanne | Francis Lalanne | Jean Musy       | Studio Barclay (Mick Lanaro)                |
| 2. | V'là huit heures                 | Francis Lalanne | Francis Lalanne | Michel Bernholc | Studio GANG (Jean-Pierre Janiaud)           |
| 3. | Papa a giflé maman               | Francis Lalanne | Francis Lalanne | Thierry Durbet  | Studio GANG (Jean-Pierre Janiaud)           |
| 4. | J'suis qu'un vieux camionneur    | Francis Lalanne | Francis Lalanne | Michel Bernholc | Gang Recording Studio (Jean-Pierre Janiaud) |
| 5. | La maison du bonheur             | Francis Lalanne | Francis Lalanne | Jean Musy       | Studio Barclay (Mick Lanaro)                |
| 6. | Marteau Piqueur                  | Francis Lalanne | Francis Lalanne | Thierry Durbet  | Gang Recording Studio (Jean-Pierre Janiaud) |
| 7. | J'ai de la boue au fond du coeur | Francis Lalanne | Francis Lalanne | Francis Lalanne | Studio Barclay (J.P Michau)                 |
| 8. | J'ai vingt ans                   | Francis Lalanne | Francis Lalanne | Michel Bernholc | Studio GANG (Jean-Pierre Janiaud)           |

### Titres inédits
- T'en fais pas petit frère

## Crédits
- Arrangements :
  - Jean Musy (titres 1 et 5)
  - Michel Bernholc (titres 2, 4 et 8)
  - Thierry Durbet (titres 3 et 6)
  - Francis Lalanne (titre 7)
- Prise de son : Gang Recording Studio (Jean-Pierre Janiaud) - Studio Barclay (Mick Lanaro & J.P Michau)
- Direction artistique : Frank Thomas et Philippe Langlois

## Récompenses
- Prix international jeune chanson
- Disque d'or en 1981[4]
- Grand prix des disquaires de France[3]